# Amandla (Miles Davis-album)
Amandla är ett musikalbum från 1989 av Miles Davis. Här blandas elektroniska instrument med levande musiker.
Amandla är det tredje och sista albumet i Davis samarbete med producenten och basisten Marcus Miller. De två tidigare är Tutu (1986) and Music from Siesta (1987).
Låten Mr. Pastorius är en hyllning till den bortgångne jazzbasisten Jaco Pastorius.

## Låtlista
Låtarna är skrivna av Marcus Miller om inget annat anges.
1. Catembe – 5:38
2. Cobra (George Duke) – 5:16
3. Big Time – 5:41
4. Hannibal – 5:51
5. Jo-Jo – 4:52
6. Amandla – 5:21
7. Jilli (John Bingham) – 5:06
8. Mr. Pastorius – 5:42

## Medverkande
- Miles Davis – trumpet
- Marcus Miller – bas (spår 1–8), basklarinett (spår 2–4, 7), keyboard (spår 1–8), sopransax (spår 3), gitarr (spår 4, 7)
- Kenny Garrett – sopransax (spår 2), altsax (spår 1, 3–7)
- Rick Margitza – tenorsax (spår 5)
- Michael Landau – gitarr (spår 2)
- Foley – gitarr (spår 3, 4, 7)
- Jean-Paul Bourelly – gitarr (spår 3, 5)
- Billy Patterson – wah-wah gitarr (spår 7)
- John Bigham – gitarr (spår 7), keyboard (spår 7)
- George Duke – keyboard (spår 2), synthesizer (spår 2)
- Joey DeFrancesco – keyboard (spår 2)
- Jason Miles – synthesizer-programmering (spår 8)
- Joe Sample – piano (spår 6)
- Ricky Wellman – trummor (spår 3, 7)
- Omar Hakim – trummor (spår 4, 6)
- Al Foster – trummor (spår 8)
- Don Alias – slagverk (spår 1, 3, 6)
- Mino Cinelu – slagverk (spår 1)
- Paulinho Da Costa – slagverk (spår 4–5)
- Bashiri Johnson – slagverk (spår 6)

## Listplaceringar
| Lista (1989) | Topplacering |
| ------------ | ------------ |
| Sverige      | 43           |